# 性質符號
性質符號是表示此數的「正」、「負」。也就是說：性質符號的「＋」表示「正」；「－」表示「負」。

## 「＋」和「－」表示的意思
|          | ＋ | － |
| 性質符號 | 正 | 負 |
| 運算符號 | 加 | 減 |